# نادي التسامح
نادي التسامح السعودي هو أحد أندية الدرجة الثالثة بمكة المكرمة، تأسس عام 1393، في محافظة القنفذة. 